# Araneus haruspex
Araneus haruspex är en spindelart som först beskrevs av O. Pickard-Cambridge 1885.  Araneus haruspex ingår i släktet Araneus och familjen hjulspindlar.
Artens utbredningsområde är Tibet. Inga underarter finns listade i Catalogue of Life.